# Cova de la Quadra
La Cova de la Quadra és una cavitat del terme de Castell de Mur (antic terme de Mur), al Pallars Jussà, en terres del poble de Vilamolat de Mur, al Pallars Jussà.
Està situada a 815 metres d'altitud, al vessant sud-est del clot de la Quadra, al sud-est de l'Obac de Miravet, a migdia de l'Hort Nou.

## Referència
1. ↑  «Institut Cartogràfic de Catalunya».
2. ↑  De Valles, Jordi. «Cova de la Quadra». A: Catàleg Espeleològic de Catalunya. Volum I. Alta Ribagorça. Pallars Jussà. Pallars Sobirà. Vall d'Aran, 2008.